# تيجاني أناني
تيجاني أناني مواليد 29 مارس 1997 في بنين، هو لاعب كرة قدم بنيني لعب سابقاً في نادي الريان السعودي.

## روابط خارجية
- تيجاني أناني على موقع اتحاد تركيا (لاعب) (الإنجليزية)
- تيجاني أناني على موقع قاعدة بيانات كرة القدم.إي يو (الإنجليزية)
- تيجاني أناني على موقع ناشيونال فوتبول تيمز (الإنجليزية)
- تيجاني أناني على موقع Soccerway.com (الإنجليزية)
- تيجاني أناني على موقع عالم كرة القدم.نت (الإنجليزية)